# Canto piano
Il canto piano è un genere musicale della musica sacra. Nella musica occidentale medievale, il canto piano è:
- un canto, perciò una musica vocale,
- a cappella, cioè non accompagnato da strumenti musicali,
- monodico, cioè cantato all'unisono, non polifonico,
- modale, cioè basato su modi di origine antica,
- segue il ritmo della parola, senza divisioni in battute di durata prestabilita.

Il termine è l'equivalente del latino Cantus planus, dove il termine planus indica qualche cosa che non ha rotture, di accidente o di alterazione.
Il canto piano è un tipo di musica vocale tradizionale adottata generalmente in un contesto religioso. Questo stile musicale è antico e diffuso. Non è esclusivo dei riti cattolici, ma lo si può trovare per esempio nelle cantillazioni dei riti ebraici, mussulmani o buddisti. Anche se i termini sono spesso usati l'uno per l'altro, conviene distinguere il canto piano inteso come stile musicale, dal canto gregoriano inteso come repertorio liturgico modificato in questo stile.

## Storia
Il Canto gregoriano è un esempio di canto piano che, secondo la leggenda, prese il nome da papa Gregorio Magno (VI secolo).  Anche se frequentemente asserito, non è vero che Papa Gregorio I inventò questo tipo di canto o che ordinò di sopprimere ogni precedente stile di canto come ad esempio il canto ambrosiano. Per molti secoli diversi tipi di canto piano coesistettero e non si ebbe mai una standardizzazione del canto gregoriano fino al XII secolo. Il canto piano rappresenta la prima rinascita della notazione musicale dopo che fu perduta ogni traccia dell'antica notazione greca.
La notazione del canto piano differisce dalla notazione moderna dal fatto che, nelle forme più antiche si utilizzava una notazione in campo aperto detta adiastematica, poi con Guido d'Arezzo si iniziò ad usare il rigo musicale ma di sole quattro linee (tetragramma) con le note quadrate. Il segno grafico che indicava le note era detto neuma.
In Francia il canto piano non fu del tutto soppiantato dalla polifonia e fra il XVII e XVIII secolo vi furono nuove composizioni come la Messe royale du 1er ton e la Messe du sixième ton di Henry Du Mont, la Messe imperiale di Jean Baptiste Lully, la popolare Messe de Bordeaux e la Messa di François de La Feillée.
Una rinascita del canto piano si è avuta nel XIX secolo grazie agli studi filologici e musicologici volti a ricostruire le tecniche di canto e restaurare le antiche collezioni di canto piano specialmente da parte dei monaci dell'Abbazia di Solesmes nel nord della Francia.
Il canto gregoriano, per quanto sia praticato prevalentemente nei monasteri, è tuttora il canto ufficiale della Chiesa cattolica.
Alla fine degli anni ottanta il canto piano ebbe un notevole successo come musica per il relax e molte registrazioni sono state effettuate nei conventi di Francia e Spagna.